# Jean Drouillet
Pour les articles homonymes, voir Drouillet.
 (février 2016).
Si vous disposez d'ouvrages ou d'articles de référence ou si vous connaissez des sites web de qualité traitant du thème abordé ici, merci de compléter l'article en donnant les références utiles à sa vérifiabilité et en les liant à la section « Notes et références ».
Œuvres principales
- Folklore du Nivernais et du Morvan (en sept volumes)

Jean Drouillet, né le 29 novembre 1911 à Paris et mort le 5 août 2005 à Neuilly-sur-Seine, est un écrivain et un folkloriste français.

## Biographie
Jean Drouillet est né d'un père nivernais de Saint-Benin-d'Azy et d'une mère berrichonne de Neuvy-sur-Barangeon (Cher). Son œuvre — qui comprend une trentaine d'ouvrages et d'innombrables articles — est essentiellement consacrée à sa province d'origine, le Nivernais, dont il s'est attaché à étudier les traditions populaires et la littérature. Il est surtout l'auteur d'un important Folklore du Nivernais et du Morvan en sept volumes (1re édition de 1959 à 1974).
Il était président de la commission nationale de Folklore, vice-président de l'association l'Aiguillon, membre de l'Académie des provinces françaises et membre de l'Académie du Morvan.

## Œuvre
- Glanes nivernaises - Souvenirs des Amognes (1932)
- Au son des vielles, poésies (1934)
- Histoire de Saint-Benin-d'Azy (1936 - réédité en 1974) (Prix Montyon)
- Mon Oncle Benjamin pièce en un acte en vers d'après Claude Tillier (1938)
- Gastronomie Nivernaise (1942)
- Un serviteur du terroir nivernais : Fanchy (1942)
- Le Nivernais en diligence (1942)
- Le Nivernais (1944) (récompensé par l'Académie des Sciences Morales et Politiques en 1945)
- Les Traditions Populaires des Pays Nivernais, bibliographie critique (1945)
- Anthologie des Poètes Nivernais, 2 volumes (1945)
- Romanciers et Conteurs Nivernais (1946)
- Belle Plante et Cornélius, pièce en 3 actes d'après Claude Tillier (1947)
- Essai de Topo-littérature nivernaise (1948)
- La Ronde des Provinces, spectacle en vers donné au Palais de Chaillot (1948)
- Sonnailles et Fredons, poésies (1948)
- Pages choisies de Henri Bachelin (1948)
- Au Beau Pays Nivernais, lectures et récits (1950)
- Pages choisies de Hugues Lapaire, avec des illustrations de Jean-Louis Boncoeur (1954)
- En Pays Nivernais (1957)
- Folklore du Nivernais et du Morvan, 7 volumes (1959-1974, rééd. 1979-1988 aux Éditions Bernadat à Luzy) (Prix Lange de l'Académie Française et Prix Sully-Olivier de Serres des Sciences Sociales)
- Hugues Lapaire, maître-poète de la Terre de France (1969)
- Au pays de la Mé Fanchoune (1978)
- Propos d'un Folkloriste (1975)
- Humour en Nivernais (1982)
- La guerre des écoles (1983)
- Le Roman du Val des Rios (1991)
- Tel fut Henri Bachelin, conférence (1992)
- Les plus belles pages de Fanchy (1995)
- C'était un joli rêve blanc, poésies choisies (1995)

## Récompenses
Jean Drouillet fut récompensé à de nombreuses reprises et fut notamment lauréat de l'Académie française à six reprises.
Il obtint également les prix littéraires suivants :
- 1937 : prix Montyon de l’Académie française pour l'Histoire de Saint-Benin-d'Azy ;
- 1942 : prix du congrès littéraire de la Société des gens de lettres ;
- 1945 : prix Audiffrey de l'Académie des sciences morales et politiques ;
- 1959 : prix Sully-Olivier de Serres des Sciences sociales pour le premier volume du Folklore du Nivernais et du Morvan ;
- 1960 : prix Broquette-Gonin (philosophie) de l’Académie française pour Folklore du Nivernais et du Morvan ;
- 1962 : prix Lange de l’Académie française pour Folklore du Nivernais et du Morvan ;
- 1965 : prix Broquette-Gonin (littérature) de l’Académie française pour Folklore du Nivernais et du Morvan, Tome IV ;
- 1966 : prix de littérature régionaliste de la Société des gens de lettres ;
- 1971 : prix Amic de l’Académie française pour la revue "Nivernais-Morvan" ;
- 1974 : prix Toutain de l’Académie française pour Folklore du Nivernais et du Morvan

Il fut également décoré des distinctions honorifiques suivantes :
- 1956 : médaille d'or de la Renaissance française ;
- 1961 : commandeur des Palmes académiques ;
- 1964 : chevalier de la courtoisie française ;
- 1965 : chevalier de l'ordre national du Mérite ;
- 1967 : médaille d'or des Arts-Sciences-Lettres ;
- 1971 : médaille vermeil d'honneur des Chemins de fer ;
- 1981 : médaille d'argent de la ville de Paris, du conseil général de la Seine, du préfet de police et du conseil de Paris ;
- 1984 : chevalier de la Légion d'honneur ;
- médaille d'or du Mérite folklorique ;
- médaille de la Société d'encouragement au bien ;
- médaille d'or de l'Union artistique et intellectuelle des cheminots français (UAICF).